# DAF LF
DAF LF (Light Forte) — серія вантажівок повною масою 6,2-21 тонн, що випускалася з 2001 по 2023 рік, використовуються для внутрішньоміських, регіональних і магістральних перевезень невеликих партій вантажів. 
У 2001 році вантажівка DAF LF отримала нагороду «Truck of the Year 2002» («Вантажівка 2002 року»).

## LF (2001-2023)

### Модель 2001

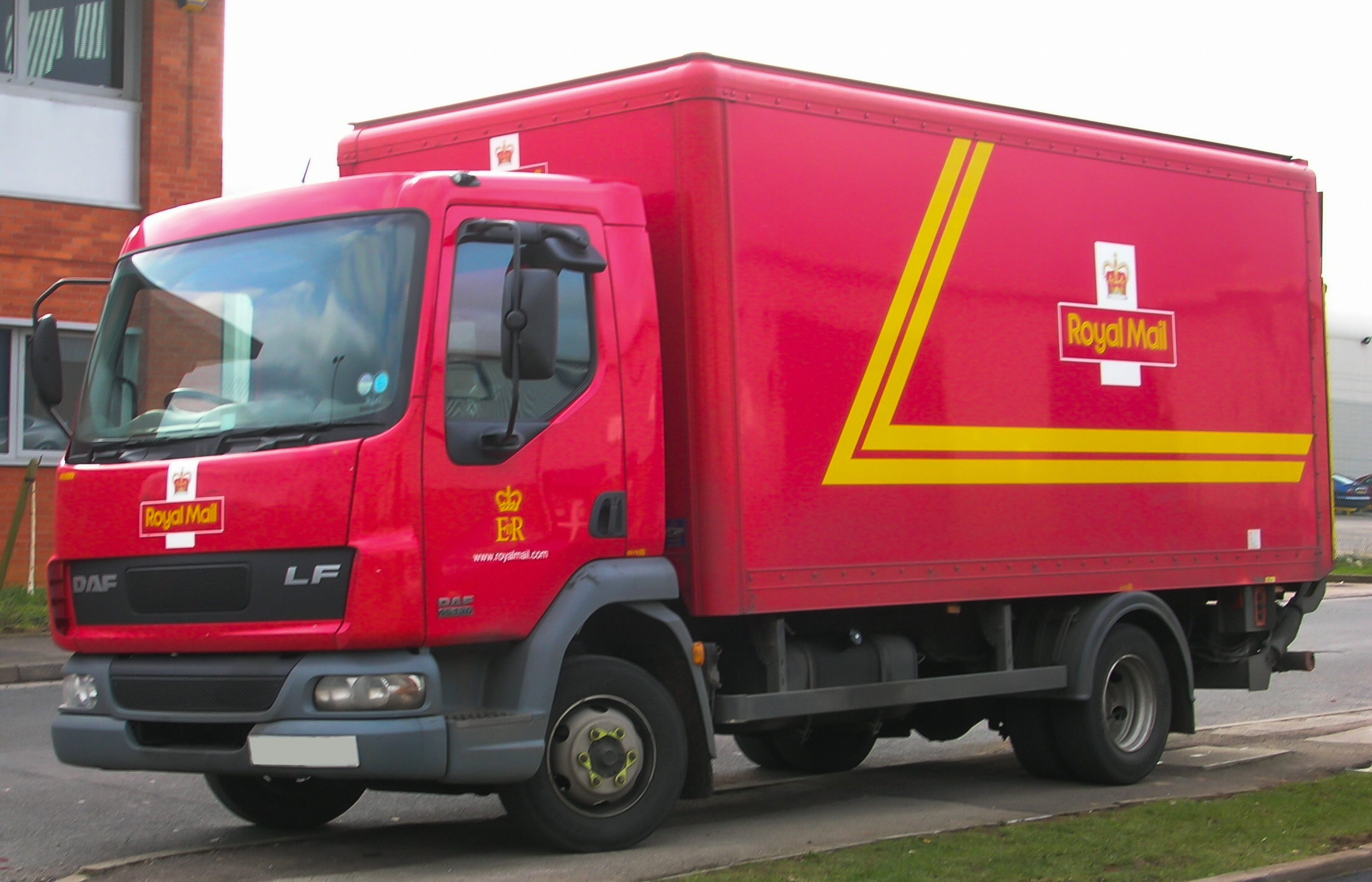
DAF 45 LF (2001-2006)

У 2001 році на заміну DAF 45/55 представлено сімейство вантажівок DAF LF, з кабіною від Renault Midlum, які виготовлялись для різних завдань в яке входили DAF LF 45 (масою 6-12 т) і LF 55 (масою 13-18 т) з різними варіантами колісної бази, корисного навантаження та варіантами двигунів вибрані. Крім того, LF доступні з короткою або довгою кабіною. На DAF LF45 встановлюють двигуни PACCAR об'ємом 3,92 л потужністю 135-167 к.с., 5,88 л потужністю 185-220 к.с., на DAF LF55 встановлюють двигуни PACCAR об'ємом 3,92 л потужністю 167 к.с., 5,88 л потужністю 185-250 к.с.

#### Двигуни
DAF LF45
- 3,92 л PACCAR І4 135-167 к.с.
- 5,88 л PACCAR І6 185-220 к.с.

DAF LF55
- 3,92 л PACCAR І4 167 к.с.
- 5,88 л PACCAR І6 185-250 к.с.

### Модель 2006

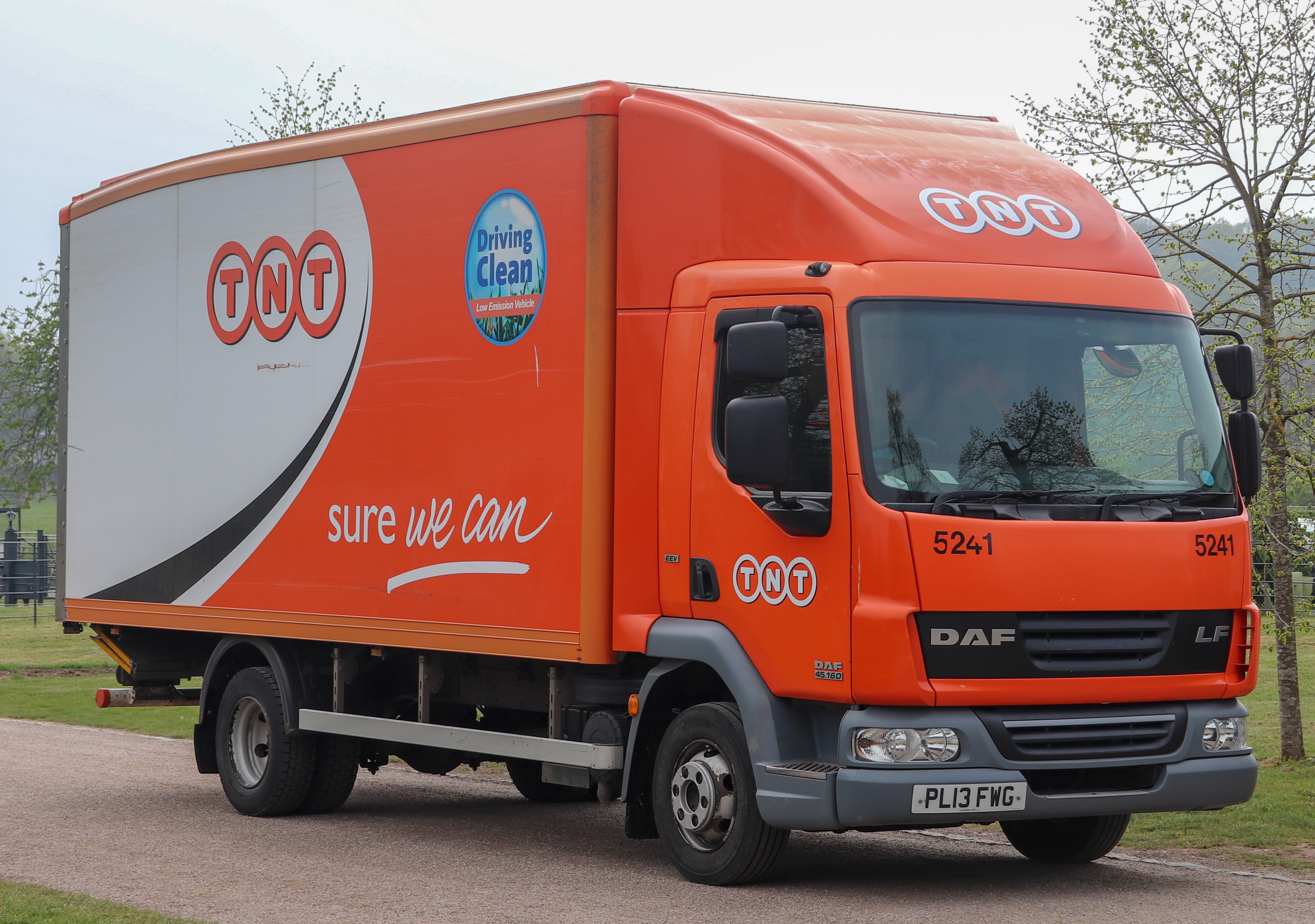
DAF LF 45 (2006-2013)

У 2006 році модель оновили. У оновлену серію LF45 входять шасі повною масою 6,2-12 т. Це типово розвізні вантажівки 4х2, з 17,5-дюймовими колесами, що забезпечують низьку посадку і навантаження, і з короткою кабіною LF Day Cab шириною 2130 мм і внутрішньою висотою 1610 мм. 
До оновленої серії LF55 відносяться шасі колісною формулою 4х2 повною масою 12-15 т, шасі 6х2 повною масою 21 т, сідлові тягачі 4х2 повною масою 13 т (у складі автопоїзда до 24 т) та шасі 4х2 повною масою 16-19 т. У всіх - 19,5-дюймові колеса, крім шасі повною масою 16-19 т, у яких 22,5 дюйма. При магістральних перевезеннях використовується кабіна LF Sleeper Cab з одним спальним місцем - у неї ті ж ширина і внутрішня висота, що і у LF Day Cab, але довжина - 2003 мм. 
Автомобілі оснащуються новими дизелями PACCAR: 4-циліндровими рядними FR робочим об'ємом 4,5 л (138, 158 і 183 к.с.) і 6-циліндровими рядними GR робочим об'ємом 6,7 л (220, 250 і 280 к.с. ). Мотори FR прийшли на заміну 3,9-літрового двигуна, GR - 5,9-літрового. Нові дизелі, обладнані системою впорскування Common Rail високого тиску, створені із застосуванням технології SCR (Selective Catalytic Reduction), при якій для зниження концентрації оксидів азоту в систему випуску впорскується добавка AdBlue на основі дистильованої води та сечовини. Одного бака з добавкою AdBlue ємністю 26 л вистачає на 2,5 тис. км пробігу. Двигуни відповідають нормам токсичності відпрацьованих газів Євро-4. У порівнянні з попередніми моторами, що відповідають нормам Євро-3, нові двигуни, за даними виробника, мають менший, на 4%, витрата палива. 
На машини встановлюються 6-ступінчаста механічна коробка передач або 6-ступінчаста роботизована ZF AS-Tronic (педаль зчеплення в цьому випадку вичавлювати не потрібно, а режими роботи коробки задаються круглим перемикачем, розташованим на передній панелі, і підрульовим важелем). Також може встановлюватися автоматична коробка передач Allison. 
Нова панель приладів легко читається і виглядає як на легковому автомобілі. Рульове колесо нового дизайну обладнується опційно подушкою безпеки і клавішами на спицях, які можуть бути налаштовані для управління мобільним телефоном. На передній панелі, праворуч від комбінації приладів, встановлена компактна рукоятка ручного гальма. 
Екстер'єр кабіни оновленої серії відрізняється новими блок-фарами, більш низько розташованій ґратами радіатора і зовнішніми дзеркалами заднього і бічного виду відчутно великих розмірів. 
Передня і задня підвіски у автомобіля - на параболічних ресорах або пневмобалонах. У автомобілів знижено власна маса шасі на догоду підвищення вантажопідйомності і зменшений радіус повороту для поліпшення маневреності. Сервісний інтервал для легкої серії становить 55 тис. км пробігу.
На початку 2009 року DAF LF знову був доопрацьований. Усі 4-циліндрові двигуни тепер відповідають стандарту EEV, а всі 6-циліндрові двигуни — стандарту викидів Euro 5 без додаткових каталітичних нейтралізаторів. Крім того, тепер є ще два двигуни на 210 к.с. і 300 к.с. Найбільше доопрацювали інтер'єр. Нові матеріали та кращі сидіння тепер приносять користь водієві.

#### Двигуни
| Номер двигуна PACCAR | кВт | к.с. | Модель               |
| -------------------- | --- | ---- | -------------------- |
| FR103                | 103 | 140  | DAF LF 45            |
| FR118                | 118 | 160  | DAF LF 45            |
| FR136                | 136 | 180  | DAF LF 45; DAF LF 55 |
| GR165                | 165 | 220  | DAF LF 45; DAF LF 55 |
| GR184                | 184 | 250  | DAF LF 55            |
| GR210                | 210 | 280  | DAF LF 55            |

#### LF Hybrid
У вересні 2010 року DAF представив гібридну версію LF45 на виставці IAA 2010 в Ганновері. LF Hybrid має дизельний двигун потужністю 118 кВт в поєднанні з безщітковим електродвигуном потужністю 44 кВт, який має постійний магніт і розміщений між зчепленням і автоматичною коробкою передач. Електродвигун живиться від 96 літій-іонних батарей напругою 3,4 В кожна, загальною вагою 100 кг. Акумуляторна батарея дозволяє вантажівці проїхати близько 2 кілометрів з вимкненим дизельним двигуном і накопичувати енергію від гальмування для подальшого використання.

### Модель 2013

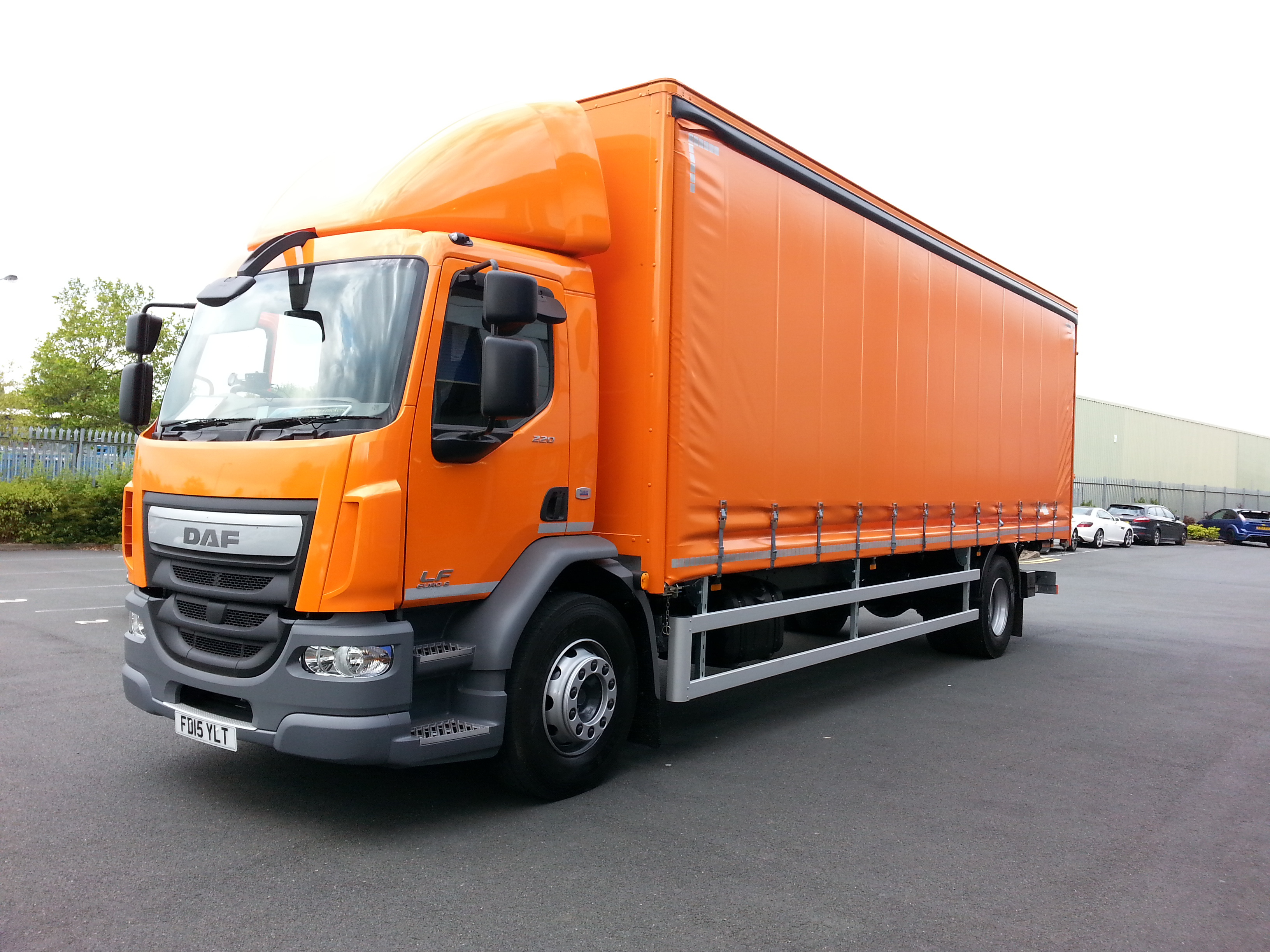
DAF LF 220 (2013-2017)

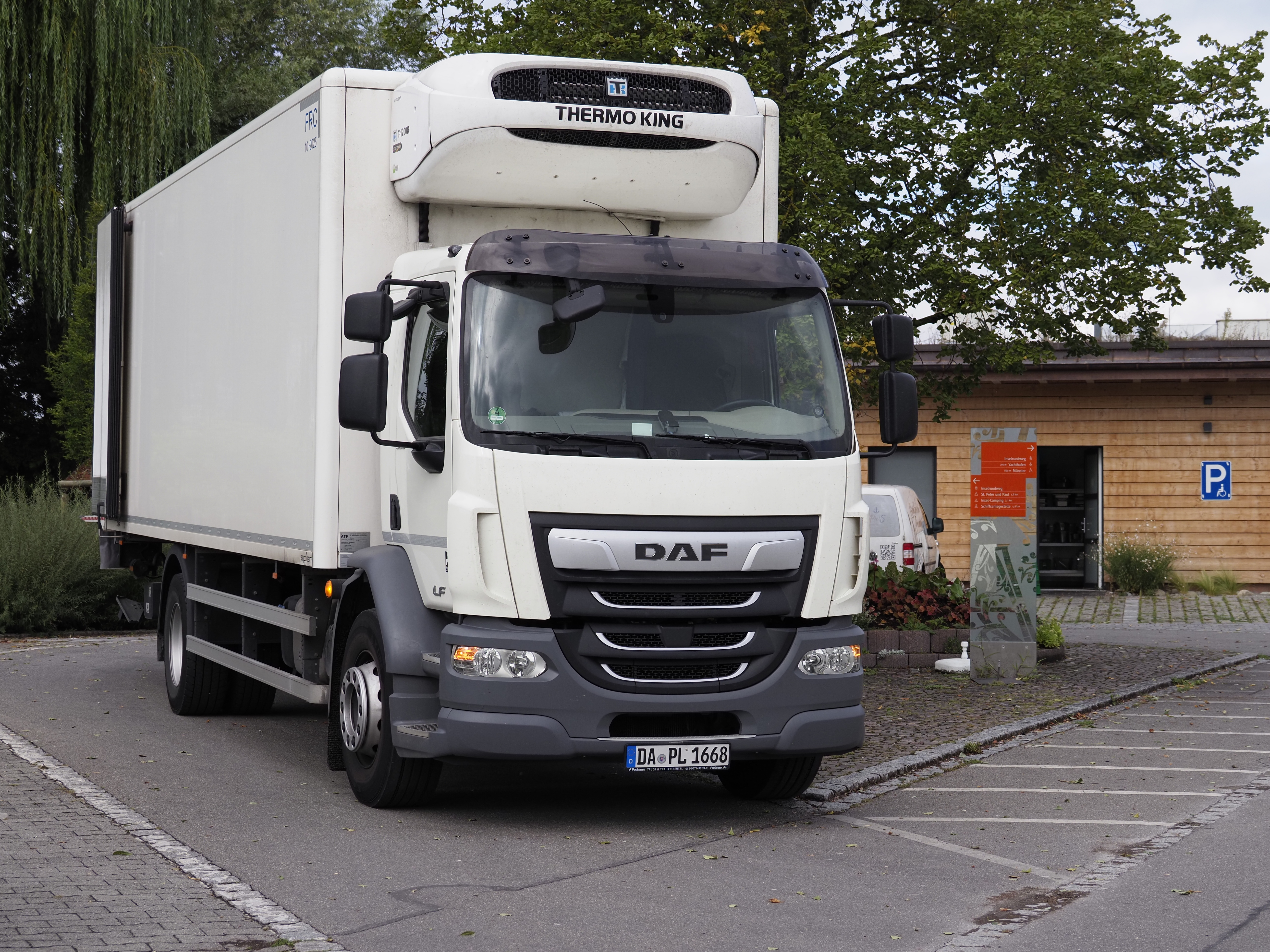
DAF LF 320 (з 2017)

У 2013 році сімейство CF оновили аналогічно серіям CF та XF. Автомобілі отримали новий зовнішній вигляд і двигуни стандарту Євро-6.
У 2017 році сімейство CF знову оновили. Модельний ряд включає двигуни 4,5 л PACCAR PX-5 і 6,7 л PACCAR PX-7.

#### Двигуни
- 3,8 л PACCAR PX-4 І4 156/172 к.с. (LF City)
- 4,5 л PACCAR PX-5 І4 184/213 к.с.
- 6,7 л PACCAR PX-7 І6 234/325 к.с.